# ニツァン・ホロヴィッツ

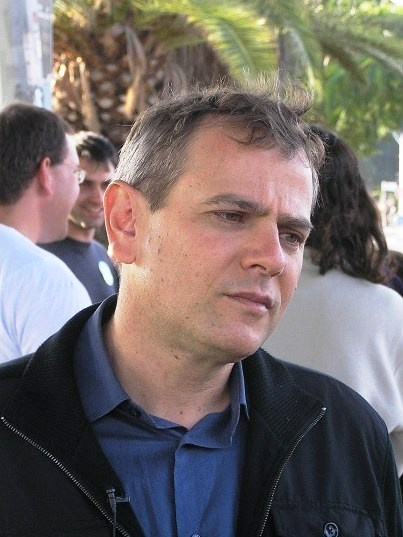
ニツァン・ホロヴィッツ

ニツァン・ホロヴィッツ（1965年2月24日 - ヘブライ語:ניצן הורוביץ）は、イスラエルのジャーナリスト、政治家。左派政党メレツ所属。ユダヤ系イスラエル人。同性愛者。ポーランドにルーツを持つ。

## 来歴
リション・レツィヨンにて生まれる。テルアビブ大学で法学を専攻し、卒業。1982年のイスラエル国防軍によるレバノン侵攻（ガリラヤの平和作戦）ではレポーターを務め、イスラエル軍の公式ラジオ（「ガラツ」 ヘブライ語:גל"צ）にて国際ニュースの編集員も務めた。
1989年からイスラエルの大手新聞「ハアレツ」で働き始め、ヨーロッパ諸国やアメリカ合衆国で特派員を務めた。
2008年にジャーナリストとしての職を辞し、政界転身を表明。2009年の総選挙でメレツから立候補し当選を果たす。

## パーソナル
テルアビブで伴侶の男性とともに暮らしている。